# Fucsina ácida
Fucsina ácida, C.I. 42685, corante ácido magenta com fórmula química C20H17N3Na2O9S3.
É uma mistura de homólogos da fucsina básica, modificados pela adição de grupos sulfônicos. Apresenta doze isômeros, todos os quais possuem insignificantes diferenças em suas propriedades. É um corante comumente usado para colorir seções de tecido em histologia laboratorial.

## Usos
Entra na bateria de coloração tricrômica de Masson.

## Formulações

### Fucsina ácida 1%
Fórmula do corante a 1%, para uso em citologia:
- 1 gm de fucsina ácida
- 1 mL de ácido acético glacial.
- 100 mL de água destilada

### Corante de Bowling[1][2]
Para contgem de picadas de alimentação em grãos:
- Fenol, uma parte.
- Ácido lático, uma parte.
- Água destilada, uma parte.
- Glicerol, duas partes.
- Fucsina ácida o suficiente até intensa coloração vermelha.